# Opticale
Opticale est un jeu vidéo mobile d’exploration développé par le studio Furinkazan. Basé sur la réalité augmentée et la géolocalisation, le joueur a pour objectif d'explorer les Terres du Monde Astral, un univers fictif parallèle, et de découvrir les créatures qui y vivent. Le jeu est disponible sur iOS et Android en France, Suisse, Belgique et Luxembourg depuis le 29 août 2019 et était disponible en softlaunch dans ces mêmes pays depuis décembre 2017. La sortie de la version internationale en anglais est prévue pour le début 2020.

## Intrigue
Des scientifiques auraient récemment découvert qu'il existe un univers parallèle au nôtre, le Monde Astral. Ce Monde peuplé de créatures extraordinaires aurait, à travers les rares contacts entre nos deux Mondes, inspiré nos contes, légendes et mythologies depuis la nuit des temps.
Cela expliquerait pourquoi il existe autant de représentations de créatures fabuleuses mais similaires à travers toutes les civilisations de notre monde. Les dragons d'Europe médiévale, des dynasties chinoises ou ceux dépeints par les aztèques auraient donc en réalité la même source. Le Phénix et le Feng Huang seraient en fait la même espèce de créature vivant dans le Monde Astral. Cela serait également le cas pour le Yéti népalais et le Sasquatch d'Amérique du Nord.
Ces mêmes scientifiques auraient ainsi découvert un moyen de traverser la frontière séparant nos deux mondes et de synthétiser cette technologie dans un appareil à portée de main : l'Opticale.

## Synopsis du jeu
En tant qu'explorateur, le joueur a pour but de découvrir les différentes zones et créatures du Monde Astral et de progresser dans la hiérarchie des explorateurs en utilisant les capacités de son Opticale, appareil de détection symbolisé par son smartphone. Dans un souci d'immersion et de cohérence scénaristique, Opticale donne le rôle de héros au joueur, sans avoir à passer par le contrôle d'un avatar pixelisé.

### Le Monde Astral
Selon le scénario du jeu, l'univers se diviserait en deux : le Monde Physique, la Terre où se trouvent les humains et leur environnement, et le Monde Astral, un univers parallèle. Celui-ci est constitué de différents écosystèmes, appelés Zones, accueillant des créatures de tous types et de toutes tailles. Les deux Mondes n'étant pas sur le même plan dimensionnel, ils ne se déplacent pas à la même vitesse. Il est donc possible pour un explorateur d'atteindre différentes zones du Monde Astral sans avoir à se déplacer.

### L'Opticale
L'Opticale est le dispositif permettant de créer un point de relai entre le Monde Physique et le Monde Astral. Il permet de percer le voile séparant les deux Mondes et de détecter les créatures s'y trouvant. Les explorateurs y enregistrent les informations sur les zones et créatures qu'ils ont découvertes. L'appareil répertorie et affiche ensuite les données acquises au long de leur quête. Grâce à celui-ci, n'importe qui peut recenser les créatures et territoires du Monde Astral. Cet appareil de détection est personnifié par le smartphone du joueur.

### Zones
Comme le Monde Physique, le Monde Astral possède des territoires distincts et variés, chacun avec un écosystème et des caractéristiques propres. Chaque zone possède son propre environnement, ses conditions naturelles et son bestiaire. Le Monde Astral se sépare en 11 zones connues distinctes, dont deux secrètes, possédant chacune leurs propres créatures. Les zones basiques sont les Rives Saphir, l'Abyssale, les Cascades Célestes, l'Impénétrable, les Dunes d'Opales, les Falaises Brumeuses, les Mangroves Tachetées, les Terres Glacées et les Fournaises. Les deux zones secrètes sont Vanahem et le Temple Secret.
D'autres zones non découvertes sont présentes sur la carte du Monde Astral. Il est donc possible que de nouvelles zones soient ajoutées au fur et à mesure, comme cela a été le cas pour les Mangroves Tachetées.

### Créatures
Les créatures du Monde Astral vivent sur terre, en mer ou dans les airs, peuvent être de toutes sortes et de toutes tailles et se classent selon deux critères distincts : leur ordre et leur rareté. Le Monde Astral possède actuellement 85 créatures recensées. Selon le scénario du jeu, il est possible de retrouver les traces de ces créatures dans les mythologies, contes et légendes des anciennes civilisations à travers le globe. Même si les descriptions des créatures ne spécifient pas explicitement leurs liens avec des créatures mythologiques distinctives, les caractéristiques de leur description, de leur morphologie ou de leur nom donnent des indices pour les relier avec des créatures mythiques. Ainsi la même créature peut avoir influencé plusieurs mythologies différentes et être identifiée dans plusieurs légendes à travers le monde. Un deuxième niveau de jeu est donc de retrouver leurs traces dans les écrits des différentes civilisations humaines à travers le monde.

#### Créatures Semi-Astrales
Bien qu'habitant le Monde Astral, certaines créatures sont attachées à un endroit spécifique du Monde Physique et ne peuvent être détectées qu’en ce lieu. Elles sont attirées par l’aura puissante qui imprègne ces places et il faudra donc s’y déplacer physiquement pour les détecter.
Ces créatures Semi-Astrales sont détectables à plusieurs endroits, dont Venise, le Loch Ness, San Francisco, New York, Mexico, le Noct à Paris ainsi que le Grifftilon au Lac Léman.

#### Ordres des Créatures
Afin de les étudier et de les répertorier plus efficacement, les créatures du Monde Astral ont été classées en différentes familles : Les Ordres. Il en existe 6 au total : les Métammifères, les Aérales, les Réptiloïdes, les Dragonites, les Phydrosopes et les Soctoriens.

#### Rareté des Créatures
La rareté des créatures se classifie selon 7 catégories : E, D, C, B, A, S et SS. Les créatures de rangs inférieurs, tels que E ou D, sont communes et basiques et il est relativement aisé de les trouver. Les créatures de rangs supérieurs, tels que A, S ou SS, sont très rares, voir légendaires. Afin de pouvoir détecter des créatures de raretés différentes, il est nécessaire de débloquer les Artificiums d'Ordre relatifs au niveau de rareté de chaque créature.

### Esthétique du jeu
L'interface utilisateur d'Opticale utilise des codes propres à la science-fiction. L'univers visuel du jeu, à travers les illustrations des créatures et zones du Monde Astral, se veut réalistes et coloré. Les bêtes, telles qu'elles sont représentées, ont été réfléchies de telles sorte à ce que leurs caractéristiques soient crédibles au niveau biologique, en fonction de l'écosystème dans lequel elles vivent.
L'univers du jeu fait implicitement référence à des notions visuelles lié au fantastique et les explique d'une manière scientifique. Opticale reprend des codes connus, notamment dans la caractérisations des créatures Semi-Astrales. Par exemple, le Noct à Paris emprunte sont aspect aux gargouilles qui peuplent Notre Dame, une manière encore d'entrer en résonance avec le scénario du jeu expliquant que le Monde Astral est la source des inspirations des mythologies humaines.

## Système de jeu
Dans Opticale le joueur est invité à découvrir les créatures du Monde Astral à travers son smartphone : à l'exception des créatures Semi-Astrales, attachées à un endroit spécifique, elles sont toutes accessibles sur l'ensemble du globe terrestre. Dans un premier temps, l'utilisateur utilise son smartphone pour localiser les créatures autour de lui. Après en avoir sélectionné une, celle-ci apparaît en réalité augmentée sous forme de « corps astral » de différentes couleurs, qu'il faut suivre avec son Opticale. Une fois la détection réussie, le joueur découvre alors la créature qu'il a analysée ; il faut trois scans pour débloquer toutes les informations relatives (les packs de données) à cette dernière.
Le joueur peut également ajouter d'autres joueurs comme Compagnons, en les invitant grâce à leur ID d'explorateur, afin de pouvoir s'échanger les informations de créatures via Code QR.
Détecter des créatures permet de faire remporter à l'utilisateur des points d'explorateurs, XP du jeu, qu'il pourra ensuite utiliser pour débloquer des Artificiums, modules de perfectionnement de l'Opticale lui permettant de continuer sa progression. Les points d'expérience s'obtiennent à chaque détection de créature. S'il le veut, l'utilisateur peut néanmoins effectuer des micropaiements afin de progresser plus rapidement.

### Explorateurs
Dans Opticale, le joueur est appelé explorateur. Lors de la création de son compte, plusieurs choix de classes d'explorateur lui sont proposées, chacune possédant un avantage particulier. Les explorateurs se démarquent par leur rang. Plus ils acquerront de l'expérience et détecteront de nouvelles zones et créatures, plus ils parviendront à un rang d'explorateur élevé et progresseront parmi la hiérarchie des explorateurs. Il existe 8 rangs d'explorateurs différents, qui sont dans l'ordre : Néophyte, Apprenti, Confirmé, Émérite, Expert, Élite, Maître et Légendaire.

#### Classes d'explorateur
Au démarrage, le choix d'une classe donne accès à l'explorateur à des aptitudes définies caractérisées par l'obtention d'un Artificium de classe propre. Il existe quatre classes d'explorateur différentes : Hunter (Chasseur), Scientist (Scientifique), Traveller (Voyageur) et Watcher (Observateur).

### Artificiums
Les Artificiums sont des modules d'amélioration des capacités de l'Opticale. Ils servent donc à détecter de nouvelles créatures plus aisément. Il en existe trois types : les Artificiums de classe, de perfectionnement et d'ordre. À l'exception des Artificiums de classe, il est possible de les obtenir avec des points d'explorateurs, XP du jeu.

#### Artificiums de classe
Les Artificiums de classe s'obtiennent lors de la sélection de classe du joueur, lors de la création d'un profil d'explorateur. Chaque classe possède un Artificium propre. Il est possible d'obtenir les Artificiums de classe des autres classes moyennant un micropaiement. Ceci est la seule fonctionnalité freemium du jeu.
- Artificium de classe Traveller : L'artificium des Travellers donne la possibilité de savoir lorsque l'Opticale pénètre dans une zone secrète. Les Travellers reçoivent une notification leur indiquant qu'ils se trouvent dans une de ces zones rares et mythiques.
- Artificium de classe Hunter : L'artificium de classe des Hunters permet d'obtenir un bouton "stun", qui envoie une décharge électromagnétique et immobilise la créature quelques secondes en mode de détection. Les Hunters ont donc plus de facilité à verrouiller une créature lorsqu'ils tentent d'en détecter une.
- Artificium de classe Scientist : La jauge d'énergie de l'Opticale des Scientists contient plus d'énergie. Ils ont donc la possibilité de faire un check-in supplémentaire avant que la jauge ne soit vide.
- Artificium de classe Watcher : Les Watchers possèdent un Artificium permettant de déterminer à quel ordre appartient une créature dans le mode de localisation. Ils ont donc plus d'informations sur les créatures qu'ils traquent et pourront choisir lesquelles détecter en priorité[12].

#### Artificiumsde perfectionnement
Les artificiums de perfectionnement permettent de faciliter la détection de créatures ; que ce soit au niveau de la stabilisation, de la rapidité ou encore de la stratégie, ces artificiums sont un moyen de rendre la capture d'une créature plus aisée.

#### Artificiumsd'ordre
Les artificiums d'ordre permettent de détecter des créatures plus rares. Ils sont nécessaires si l'utilisateur souhaite compléter toutes les informations du jeu.

## Développement

### Conception
Bien que l'idée d'Opticale germe en 2009, le projet débute finalement en 2014. La version Bêta sort d'abord en septembre 2016 en Suisse sur iOS puis sur Android en 2017. La sortie de la version définitive du jeu a eu lieu le 29 août 2019 en France, Suisse, Belgique et Luxembourg. La version internationale en anglais est prévue pour le début 2020.

### Lancement Francophone
Le Conseiller Fédéral Guy Parmelin, accompagné de la conseillère d'Etat vaudoise Nuria Gorrite, lance officiellement le softlaunch d'Opticale en Suisse lors du Comptoir Suisse le 22 septembre 2017. À cette occasion, une opération d'exploration géante de créatures avait été organisée sur les 40'000m2 de l'événement. Opticale est depuis sorti également en France, Belgique et Luxembourg.
Opticale reçoit une couverture médiatique considérable liée d'une part aux caractéristiques similaires qu'il partage avec Pokemon Go (utilisation de la réalité augmentée de la géolocalisation) et d'autre part grâce au contexte immersif que le jeu offre au joueur à travers, notamment, sa vaste gamme d'illustrations et le développement de son univers. Opticale obtient la note de 12 sur Jeuxvideo.com, de 4.4 sur 5 sur iphon.fr, de 4 sur 5 sur iphoneaddict, de 4 sur 5 sur 01net.com et de 4,3 sur 5 sur lesnumeriques.com.

## Modèle économique
Opticale est disponible gratuitement sur les plateformes de téléchargement Android et iOS. Il est possible d'accéder à toutes les fonctionnalités du jeu sans débourser d'argent, excepté lors de l'achat d'un nouvel Artificium de classe. Les joueurs ont la possibilité d'effectuer des microtransactions afin de rendre leur progression plus aisée.

## Prix & Distinctions
- Finalistes, International Create Challenge, Martigny, 2014[24]
- Sélection officielle, Ludicious Business Accelerator, Ludicious Zürich Game Festival, Zurich, 2017[25]
- Finalistes, "GDC Pitch" de la Game Developers Conference, San Francisco, 2018[26],[27],[28]
- Prix "Best Industry Artistic Talent", DreamHack Austin, Texas, 2018[9]
- Finalistes, "DreamHack Pitch Championship" à la DreamHack Austin, Texas, 2018
- Finalistes, Indie Award, Reboot Develop, Dubrovnik, 2019
- Sélection officielle, "Art Gallery", DreamHack Summer, Sweden, 2019
- Sélection officielle, "Art Gallery", DreamHack Houston, Texas, 2019

#### Jeux vidéo
- (français) Furinkazan. Opticale (Android et iOS) (v. 1.4.4.1). Furinkazan. 22 septembre 2017.